# Barbara Bergmann
Barbara Rose Bergmann (* 20. Juli 1927 in New York City; † 5. April 2015 in Bethesda, Maryland) war eine US-amerikanische Wirtschaftswissenschaftlerin. Sie war Professorin der American University und der University of Maryland, College Park.

## Leben
Barbara Bergmann erlangte an der Harvard-Universität einen Ph.D. Während der Amtszeit John F. Kennedys war sie als Mitglied des Beratungsstabes des Präsidenten tätig. Weiterhin war sie als Mitarbeiterin der Behörde für Internationale Entwicklung und im Amt für Arbeitsmarktstatistik tätig. In den 1980er Jahren schrieb sie für die New York Times eine monatliche Kolumne zu Wirtschaftsthemen. Sie war Präsidentin der Eastern Economic Association, der Society for the Advancement of Socio-Economics der American Association of University Professors und der International Association for Feminist Economics.

## Wissenschaftliche Arbeit
Das Hauptinteresse Bergmanns lag auf dem Gebiet der Rollenverteilung der Geschlechter in der Wirtschaft, der Arbeitsmarkttheorie und der Computersimulation von Volkswirtschaftssystemen.

## Auszeichnungen
- Carolyn Shaw Bell Award, 2004

## Werke
- zusammen mit Trudi J. Renwick: A Budget-Based Definition of Poverty, With an Application to Single-Parent Families. In: Journal of Human Resources. Band 28, Nr. 1, Winter 1993, S. 1–24.
- zusammen mit Sherry Wetchler: Child Support Awards. State Guidelines Versus Public Opinion. In: Family Law Quarterly. Band 29, Nr. 3, Herbst 1995, S. 483–493.
- Becker’s Theory of the Family. Preposterous Conclusions. In: Feminist Economics. Band 1, Nr. 1, Frühjahr 1995
- Saving Our Children From Poverty. What the United States Can Learn From France. New York 1996.
- In Defense of Affirmative Action. New York 1996
- The Only Ticket to Equality. Total Androgyny, Male Style. In: Journal of Contemporary Legal Issues. Band 9, Frühjahr 1998, S. 75–86.
- zusammen mit Suzanne Helburn: America’s Child Care Problem: The Way Out. New York 2002